# Moenchia mantica
Moenchia mantica là loài thực vật có hoa thuộc họ Cẩm chướng. Loài này được (L.) Bartl. mô tả khoa học đầu tiên năm 1839.